# Proctor Burman
Albert Proctor Burman, född 10 mars 1893 i Manchester, död 11 maj 1974 i Southport, var en brittisk konståkare som deltog i olympiska spelen i Sankt Moritz 1928 i par tillsammans med Kathleen Lovett. De kom på trettonde och sista plats.